# Eduard Warrens

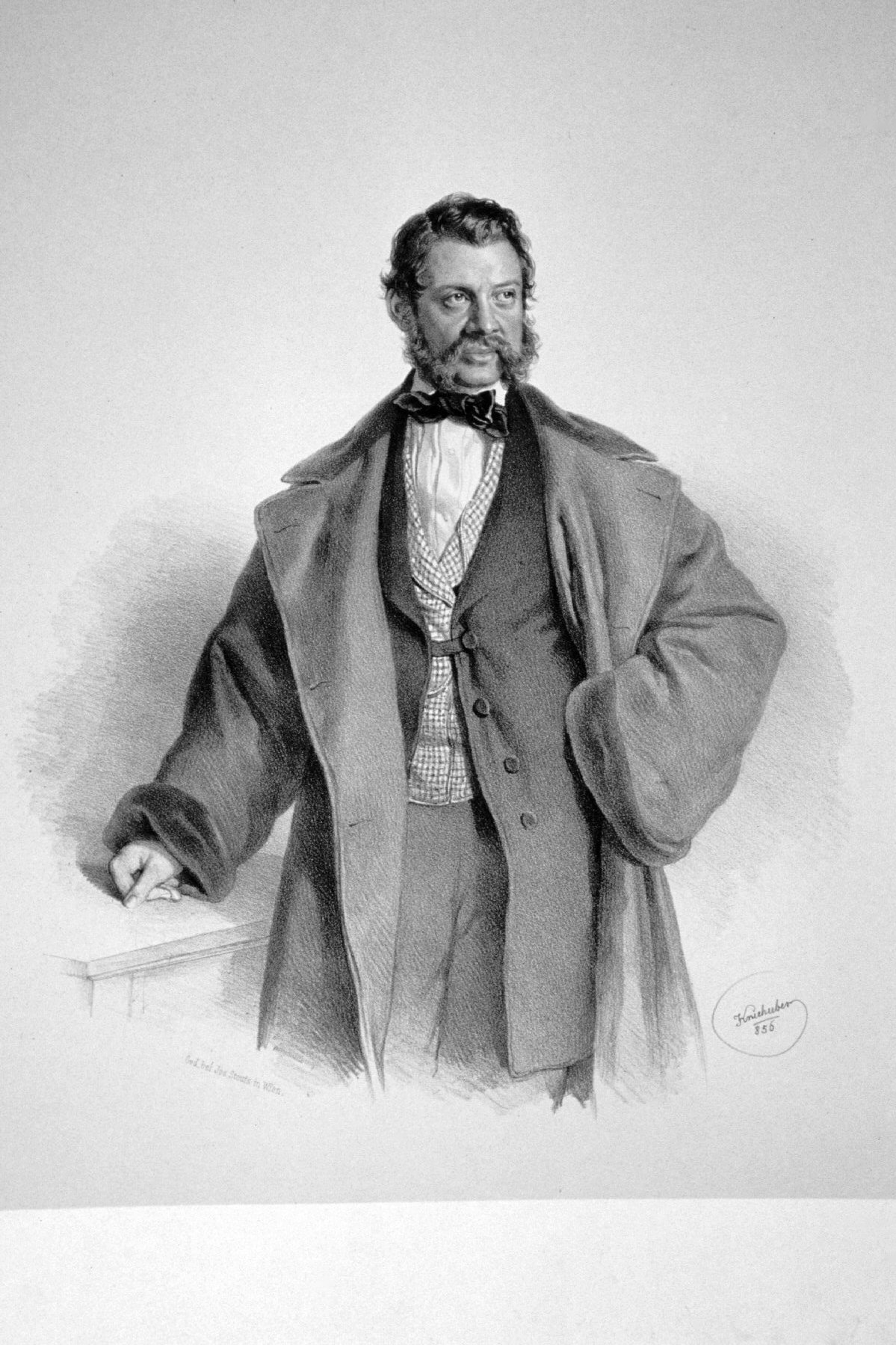
Eduard Warrens Lithographie von Josef Kriehuber, 1856

Eduard Warrens  (* 1820 in Altona oder Stockholm; † 5. Januar 1872 in Wien) war ein österreichischer Journalist und Publizist deutscher Abstammung.

## Leben
Er hieß ursprünglich Arens und stammt aus einer angesehenen jüdischen Kaufmannsfamilie in Hamburg. In jungen Jahren verließ er seine Heimatstadt und ging in die Vereinigten Staaten. Mein weiß nur, dass er sich dort als politischer Publizist einen Namen machte und Einfluss erlangte. Er redigierte den in St. Louis erscheinenden, deutschsprachigen „Anzeiger des Westens“. Warrens spielte eine hervorragende Rolle im Wahlkampf um die Präsidentschaft von James K. Polk. Um 1840 kam er als US-Konsul nach Triest, wo er bald in Verbindung mit der Zeitschrift  „Journal des Oesterreichischen Lloyd“ trat.  Er wurde von Karl Ludwig von Bruck, einem  Direktor des Unternehmens  und  dem Statthalter des Österreichischen Küstenlandes, dem Grafen Franz von Stadion, wegen seines scharfen Verstandes und seiner journalistischen Fähigkeiten sehr geschätzt.  Auf Wunsch des Grafen Stadion übersiedelte Warrens nach Wien und leitete das, ebenfalls nach Wien transferierte „Journal des Oesterreichischen Lloyd“. Unter seiner Leitung wurde die ursprünglich als Wirtschaftsorgan konzipierte Zeitung  in ein  politisches Blatt umgewandelt. Während des Krimkrieges nahm es eine, im Gegensatz zur Regierung stehende, antirussische Haltung ein.
Seine weitere publizistische Karriere in Wien war gekennzeichnet durch eine maximale Anpassung an die jeweilige politische Strömung, was Warrens unter den Zeitgenossen den Ruf der Charakterlosigkeit einbrachte. Als ihm 1866 der Titel Hofrat verliehen wurde, führte dies zur Verstimmung bei den Kreisen, die durch langjährige, ernsthafte Dienste zu diesem Titel gekommen waren. Im Laufe der Jahre nahm er nach der Einstellung des Lloyd bei folgenden Blättern eine führende Stellung ein: „Oesterreichische Zeitung“, „Wiener Tagblatt“, „Warrens’ Wochenschrift für Politik und Volkswirthschaft“ und „Die (alte) Presse“, der Vorläufer der „Neuen Freien Presse“.
Warrens war ein leidenschaftlicher Börsenspekulant, der mehrmals im Leben sein gesamtes Vermögen verlor und immer wieder durch Börsengeschäfte zu großem Wohlstand kam.
Warrens nahm im gesellschaftlichen Leben Wiens, vor allem in der Finanzwelt, eine hervorragende Stellung ein. Seine angenehme und anregende Art der Gesprächsführung machte ihn zu einem viel gesuchten und sehr geschätzten Gast.

## Werke
- Die Verfassung vom 4. März und die erbliche Pairie, Wien 1850
- Das Nationalanlehen, Wien 1854
- Die Orientalische Frage, Wien 1854
- Über Deáks Rede, Wien 1861